# Hutzhammer
Der Hutzhammer lag südlich von der Neuemühle, westlich von Wöllersberg, nördlich von Emminghausen und östlich von Kolfhausen am Eifgenbach in Wermelskirchen im Bergischen Land in Nordrhein-Westfalen.

## Geschichte
Für das Jahr 1670 vermerkt das Burger Lagerbuch, es haben Peter Jäger und Johannes Hutz einen Eisenhammer unterhalb von Wöllersberg, nächst dem Reisberg, gesetzt, der nun Peter Bertram gehört. Peter Bertram war schon bei der Erbhuldigung 1666 in Ostringhausen anwesend. Vorher, am 23. November 1665 heiratet Johannes zum Hützen im Kirspiel Remscheid die Elsgen Henkel aus Wöllersberg.
Nach der Schatz- und Steuerliste von Wermelskirchen aus dem Jahr 1684 zahlt der Peter Bertrams von seinen Erbgütern zu Wöllersberg 652 Taler 33 Stüber und einen Heller Steuern für die Wiese am Emminghauser Steg bis an den Hammer, ohne den Hammer.
Im Jahre 1691 heiraten Christian Thomas und Elisabeth Henkels, Witwe von Peter Bertrams, in 1. Ehe verheiratet mit Johann Hütz.
Im Burger Lagerbuch von 1692 wird Peter Jeger zum Birgden nun Peter Bertrams zu Wüllersberg so lange dessen Hammer steht, genannt.
Bei der Eventual-Erbhuldigung von 1730 werden Arnold Hütz und Johann Bertrams, Wöllersberg, genannt.
Die Rentei Burg nennt Peter Jäger und Peter Bertrams Erben. Sie haben einen Reckhammer am Eyfischen Bach erbauet.
Im Jahre 1812 verkauft die Witwe Arnold Molineus, Anna Kamphausen, den am Kameral Reisberger Busch gelegenen Hutzhammer Platz nach dem 1778 getätigten Kauf.
Der Untergang des Hammers ist z. Zt. nicht bekannt. Ein Plan zur Neuemühle von 1825 zeigt Hutzhammer-Platz als wüst gelegen.
Heute befindet sich an der Stelle ein Wandererparkplatz.